# Oljoro No. 5
Oljoro No. 5 è una circoscrizione rurale (rural ward) della Tanzania situata nel distretto di Simanjiro, regione del Manyara. Conta una popolazione di 15 527 abitanti (censimento 2012).